# Wes Streeting
Wesley Paul William Streeting (/ˈstritɪŋ/; sinh ngày 21 tháng 1 năm 1983) là một chính khách người Anh giữ chức vụ Nghị sĩ Quốc hội (MP) cho Ilford North từ năm 2015 và từ năm 2020 với tư cách là Thư ký Bộ Tài chính Shadow Exchequer.  Là một thành viên của Đảng Lao động, ông trước đây là Chủ tịch của Liên minh Sinh viên Quốc gia (NUS), đồng thời là Phó lãnh đạo của Khu phố Đỏ London và Thành viên Nội các về Y tế.

## Đầu đời và giáo dục
Streeting sinh ra ở Stepney, London, nơi ông lớn lên trong một căn hộ của hội đồng. Ông theo học Trường Thành phố Westminster, một trường tiểu bang toàn diện ở Victoria, London. Ông tiếp tục theo học lịch sử tại Selwyn College, Đại học Cambridge. Streeting từng là Chủ tịch Phòng Chung Cơ sở (JCR) của Cao đẳng Selwyn, với tư cách là thành viên của Hội đồng Liên hiệp Sinh viên Đại học Cambridge (CUSU). Sau đó, ông được bầu làm Chủ tịch CUSU cho năm học 2004–5, với vai trò sĩ quan nghỉ phép. Với tư cách là Chủ tịch CUSU, ông đã vận động chống lại đề xuất đóng cửa khoa kiến trúc của Cambridge.

## Đời tư
Streeting sống ở Redbridge, London. Bạn đời của ông là Joseph Dancey, một cố vấn truyền thông và các vấn đề công cộng.
Streeting là người đồng tính công khai và đã chỉ trích mạnh mẽ những người vận động chống lại giáo dục LGBT+ trong trường học.